# Галоян Артур Феліксович
Артур Феліксович Галоян (вірм. Արթուր Ֆելիքսի Գալոյան, нар. 25 червня 1999, Москва, Росія) — вірменський футболіст, півзахисник російського клубу «Балтика» та національної збірної Вірменії.

## Ігрова кар'єра

### Клубна
Артур Галоян є вихованцем московського футболу. У 2011 році він проходив перегляд в академії столичного ЦСКА але опинився в молодіжній команді іншого московського клубу - «Торпедо». Влітку 2017 року Галоян підписав з клубом професійний контракт. Разом з «Торпедо» футболіст піднявся з Другої ліги до Першої.
Влітку 2020 року контракт з «Торпедо» зпкінчився і футболіст перейшов до іншого клубу з Москви - «Велес». Де провів два сезони у Першій лізі. Ще один сезон Галоян провів у складі «Аланії», з якою в сезоні 2022/23 посів третє місце в Першій лізі.
Влітку 2023 року футболіст приєднався до калініградської «Балтики», яка вийшла до Прем'єр-ліги. Контракт розрахований на чотири роки. 23 липня 2023 року у матчі проти «Сочі» Галоян дебютував у Вищому дивізіоні чемпіонату Росії.

### Збірна
У 2022 році Артур Галоян прийняв громадянство Вірменії.
19 листопада 2022 року у товариському матчі проти команди Албанії Артур Галоян зіграв першу гру у складі національної збірної Вірменії.

## Досягнення
Аланія
- Третій призер Першої ліги: 2022/23